# 阿頼耶識
阿頼耶識（あらやしき、梵: ālaya-vijñāna、आलयविज्ञान、蔵: kun gzhi rnam shes）は、瑜伽行派独自の概念であり、個人存在の根本にある、通常は意識されることのない識（viññāṇa）のこととされる。アーラヤ識。眼識・耳識・鼻識・舌識・身識・意識・末那識・阿頼耶識の8つの識の最深層に位置するとされる。

## 原語と漢訳
「阿頼耶識」は、サンスクリットの ālaya( आलय) の音写と、vijñāna(विज्ञान) の意訳「識」との合成語。
ālaya の語義は、住居・場所の意であって、その場に一切諸法を生ずる種子を内蔵していることから「蔵識」とも訳される。「無没識（むもつしき）」と訳される場合もあるが、これは ālaya の類音語 alaya に由来する異形語である。旧訳では阿羅耶識、阿梨耶識（ありやしき）」。また、蔵識（藏識）、無没識（むもつしき）」とも訳し、頼耶識、頼耶等と略されることもある。

## 三種の境
1. 種子（しゅうじ） 一切有漏無漏の現行法を生じる種子。
2. 六根（ろっこん） 眼耳鼻舌身意の六根。俗に言う「六根清浄（ろっこんしょうじょう）」とは、この眼耳鼻舌身意が清浄になるように唱える言葉。
3. 器界（きかい） 山川草木飲食器具などの一切衆生の依報。

阿頼耶識は、常にこの3種を所縁の境とする。

## 心
心に積集、集起の2つの義があって、阿頼耶識は諸法の種子を集め、諸法を生起するので、心という。
- あるいは心と名づく。種々の法によって、種子を薫習し、積集する所なるが故に。 唯識論3
- 梵で質多という。これ心と名づくなり。即ち積集の義はこれ心の義。集起の義はこれ心の義なり。能集してもって多くの種子生ずる故に。この識を説いてもって心と為す。唯識述記3末